# Medios estatales
Los medios estatales o medios de propiedad estatal son medios de comunicación masiva que están «controlados financiera y editorialmente por el Estado». Estos medios de comunicación pueden ser los únicos medios de comunicación en determinada nación o pueden existir en competencia con medios corporativos y no corporativos.
Los medios estatales no deben confundirse con los medios públicos, que están «financiados directa o indirectamente por el Estado o el gobierno, pero sobre los cuales el estado no tiene un control editorial estricto».
En general, la propiedad estatal de los medios se encuentra en países pobres, autocráticos y no democráticos con gobiernos altamente intervencionistas que tienen cierto interés en controlar el flujo de información. Los países con gobiernos «débiles» no poseen la voluntad política para romper los monopolios de los medios estatales. El control de los medios también suele ser coherente con la propiedad estatal en la economía.

## Definición
El término medios estatales se entiende principalmente en contraste con los medios corporativos, y ocasionalmente con noticias independientes no corporativas, que no tienen control directo de ningún partido político. Su contenido, según algunas fuentes, suele ser más prescriptivo, diciéndole a la audiencia qué pensar, especialmente porque no está bajo presión para atraer altos índices de audiencia o generar ingresos publicitarios y, por lo tanto, puede atender a fuerzas en control del estado en oposición a las fuerzas bajo control corporativo, como se describe en el modelo de propaganda de los medios de comunicación. En regiones más controladas, el Estado puede censurar el contenido que considere ilegal, inmoral o desfavorable para el gobierno y, así mismo, regular cualquier programación relacionada con los medios de comunicación. Por lo tanto, no es independiente del partido gobernante. En este tipo de entorno, los periodistas pueden ser miembros o afiliados al partido gobernante, como en la antigua Unión Soviética o Corea del Norte. Dentro de los países que tienen altos niveles de interferencia gubernamental en los medios, los gobiernos pueden usar los medios estatales con fines de propaganda para alcanzar alguno de los siguientes objetivos:
- promover el régimen bajo una imagen favorable.
- vilipendiar a la oposición al gobierno lanzando campañas de desprestigio.
- dar cobertura sesgada a las opiniones de la oposición.
- actuar como portavoz para defender la ideología de un régimen.

Además, los medios controlados por el Estado solo pueden informar sobre la legislación después de que ya se haya convertido en ley para sofocar cualquier debate. Los medios de comunicación legitiman su presencia al enfatizar la «unidad nacional» contra los «agresores» nacionales o extranjeros. En contextos más abiertos y competitivos, el Estado puede controlar o financiar su propio medio y compite con medios controlados por la oposición o independientes. Los medios estatales generalmente tienen menos control gubernamental en sociedades más abiertas y pueden proporcionar una cobertura más equilibrada que los medios fuera del control estatal.
Los medios de comunicación estatales generalmente disfrutan de mayores fondos y subsidios en comparación con sus contrapartes de medios privados, pero esto puede crear ineficiencia en los medios estatales. Sin embargo, en China, donde el control estatal de los medios es alto, los niveles de financiación se han reducido para los medios estatales, lo que ha obligado a los medios del Partido a eludir las restricciones oficiales sobre el contenido o publicar ediciones ligeras, como las ediciones de fin de semana, para generar ingresos.

## Teorías de propiedad estatal
Existen dos teorías contrastantes sobre el control estatal de los medios de comunicación. La teoría del interés público o la teoría de Pigouvian establece que la propiedad del gobierno es beneficiosa, mientras que la teoría de la elección pública sugiere que el control estatal socava las libertades económicas y políticas.

### Teoría del interés público
La teoría del interés público también se conoce como la teoría de Pigouvian y establece que la propiedad gubernamental de los medios es deseable. Se ofrecen tres razones. En primer lugar, la difusión de información es un bien público, y retenerla sería costosa incluso si no se paga. En segundo lugar, el costo de la provisión y difusión de información es alto, pero una vez que se incurre en costos, los costos marginales por proporcionar la información son bajos y, por lo tanto, están sujetos a rendimientos crecientes. En tercer lugar, la propiedad de los medios estatales puede ser menos parcial, más completa y precisa si los consumidores son ignorantes y además de los medios privados que servirían a las clases gobernantes.

### Teoría de la elección pública
La teoría de la elección pública afirma que los medios estatales manipularían y distorsionarían la información a favor del partido gobernante y afianzarían su gobierno y evitarían que el público tomara decisiones informadas, lo que socava las instituciones democráticas. Eso evitaría que los medios privados e independientes, que proporcionan voces alternativas, permitan a los individuos elegir políticos, bienes, servicios, etc. sin temor a que funcionen. Además, eso inhibiría la competencia entre las empresas de medios que garantizarían que los consumidores usualmente adquieran información imparcial y precisa. Además, esta competencia es parte de un sistema de control y equilibrio de una democracia, conocida como el Cuarto Poder, junto con el poder judicial, el ejecutivo y la legislatura.

## Consecuencias
| Situación muy grave Situación difícil | Problemas significativos Situación satisfactoria | Situación buena No clasificado / Sin datos |

Clasificación mundial de la Libertad de Prensa 2020
Situación muy grave
Situación difícil
Problemas significativos
Situación satisfactoria
Situación buena
No clasificado / Sin datos

Los problemas con los medios estatales incluyen complicaciones con la libertad de prensa y la objetividad periodística. Según Christopher Walker en el Journal of Democracy, «los medios de comunicación autoritarios o totalitarios» como CCTV de China, RT de Rusia y Telesur de Venezuela, toman ventaja de los medios nacionales y extranjeros debido a la censura bajo los regímenes en sus países de origen y la apertura de las naciones democráticas a las que transmiten.

### Libertad de prensa
Los «peores resultados» están asociados con niveles más altos de propiedad estatal de los medios, lo que rechazaría la teoría del interés público. Los medios de comunicación son más independientes y menos periodistas son arrestados, detenidos o acosados en países con menos control estatal. El hostigamiento, el encarcelamiento y los niveles más altos de censura en Internet ocurren en países con altos niveles de propiedad estatal como Singapur, Bielorrusia, Myanmar, Etiopía, China, Irán, Siria, Turkmenistán y Uzbekistán. Los países con un monopolio estatal total en los medios como Corea del Norte y Laos experimentan un «efecto Castro», donde el control estatal es lo suficientemente poderoso como para que no se requiera acoso periodístico para restringir la libertad de prensa.

### Derechos civiles y políticos
La teoría del interés público afirma que la propiedad estatal de la prensa mejora los derechos civiles y políticos mientras que bajo la teoría de la elección pública, los restringe al suprimir la supervisión pública del gobierno y facilitar la corrupción política. El control gubernamental de los medios se asocia principalmente con niveles más bajos de derechos políticos y civiles, niveles más altos de corrupción, calidad de la regulación, seguridad de la propiedad y sesgo de los medios. Los medios independientes ven una mayor supervisión por parte de los medios de comunicación del gobierno. Por ejemplo, el aumento de los informes de corrupción en México, Ghana y Kenia después de que se levantaron las restricciones en la década de 1990, pero los medios controlados por el gobierno defendieron a los funcionarios.

### Libertad económica
Es común que los países con control estricto de los periódicos tengan menos empresas listadas per cápita en sus mercados y sistemas bancarios menos desarrollados. Estos hallazgos respaldan la teoría de la elección pública, que sugiere que niveles más altos de propiedad estatal de la prensa serían perjudiciales para el desarrollo económico y financiero.